# Cap La Ronde
 Cap La Ronde est une communauté acadienne sur l'Isle Madame au Cap-Breton.